# Riscos de Bajamar
Riscos de Bajamar este o arie protejată (arie specială de conservare — SAC, sit de importanță comunitară — SCI) din Spania întinsă pe o suprafață de 26 ha, integral pe uscat.

## Localizare
Centrul sitului Riscos de Bajamar este situat la coordonatele 28°39′53″N 17°46′13″W / 28.6647°N 17.7704°V.

## Înființare
Situl Riscos de Bajamar a fost declarat sit de importanță comunitară în octombrie 1999 pentru a proteja un număr necunoscut de specii din flora spontană și fauna sălbatică aflate în arealul zonei. Situl a fost protejat și ca arie specială de conservare în ianuarie 2010.

## Biodiversitate
Situată în ecoregiunea , aria protejată conține 2 habitate naturale: Tufărișuri termo-mediteraneene și de pre-deșert, Plantații de palmieri Phoenix.
La baza desemnării sitului se află un număr nedeclarat de specii protejate.